# Гамма Змееносца
Гамма Змееносца (γ Oph / γ Ophiuchi) — одиннадцатая по яркости звезда в созвездии Змееносца.

## Описание
Звезду гамма Змееносца на ночном небе можно наблюдать невооруженным глазом, поскольку её видимая звёздная величина — 3,75m. Наряду с 24 другими звёздами этого созвездия гамма Змееносца входит в каталог в сочинении «Альмагест» Птолемея, как «задняя из двух на правом плече» («передняя» — бета Змееносца) . В атласе звёздного неба Яна Гевелия эта звезда изображена также на правом плече Змееносца, а в его каталоге она называется «нижняя на правом плече» (лат. humeri dextri inferior), «верхняя на правом плече» — бета Змееносца; видимая звёздная величина оценена в 4m.
Гамма Змееносца является белой звездой главной последовательности, принадлежащей спектральному классу A0 V, самый яркий представитель которого — Вега. Более того, у гаммы Змееносца, как и у Веги, имеется пылевой диск, который под воздействием излучения звезды светится в инфракрасном диапазоне спектра. В каталог IRAS точечных источников ИК-излучения звезда была внесена в 1986 году. Изображения пылевого диска были получены телескопом «Спитцер» в первом десятилетии XXI века. На длине волны 24 микрометра радиус внешней границы диска составляет более 260 а.е., а на длине волны 70 микрометров — 520 а.е., это одно из самых больших значений для звёзд с подтверждёнными пылевыми дисками, приблизительно равно среднему расстоянию Седны от Солнца. Хотя расстояние от Земли до гаммы Змееносца составляет около ста световых лет, что на порядок меньше, чем для некоторых других видимых невооруженным глазом звёзд этого созвездия, это расстояние в четыре раза больше, чем у Веги, что относительно затрудняет изучение пылевого диска.
Радиус гаммы Змееносца почти вдвое больше солнечного, а масса больше массы Солнца лишь в три раза что даёт вдвое меньшую, чем у Солнца, среднюю плотность. Эффективная температура, как и радиус, больше солнечной, поэтому и светимость значительно превышает светимость Солнца — почти в 30 раз. Гамма Змееносца намного моложе Солнца и в пару раз моложе Веги.